# Fuji Speedway
El Fuji Speedway (japonès: 富士スピードウェイ) és un circuit de curses situat als contraforts del mont Fuji, a Oyama, prefectura de Shizuoka (Japó). Construït a començaments de la dècada del 1960, el gestionà Mitsubishi Estate fins que l'any 2000 el va adquirir Toyota. El circuit té llicència de Grau 1 de la FIA i disposa d'una de les rectes d'autòdrom més llargues del món, amb 1,475 km de longitud.
El circuit va acollir dues edicions del Gran Premi del Japó de motociclisme (1966-1967) i les dues primeres del Gran Premi del Japó de Fórmula 1 (1976-1977), el qual va tornar a acollir el bienni 2007-2008 com a substitut temporal del circuit de Suzuka. Durant la dècada del 1980 va acollir curses del Campionat del Món de Sport prototips i altres de nacionals. Actualment s'hi celebra la cursa Fuji 500 de Super GT durant la Golden Week.

## Història

### 1963–1979: Estrena de la F1 al Japó

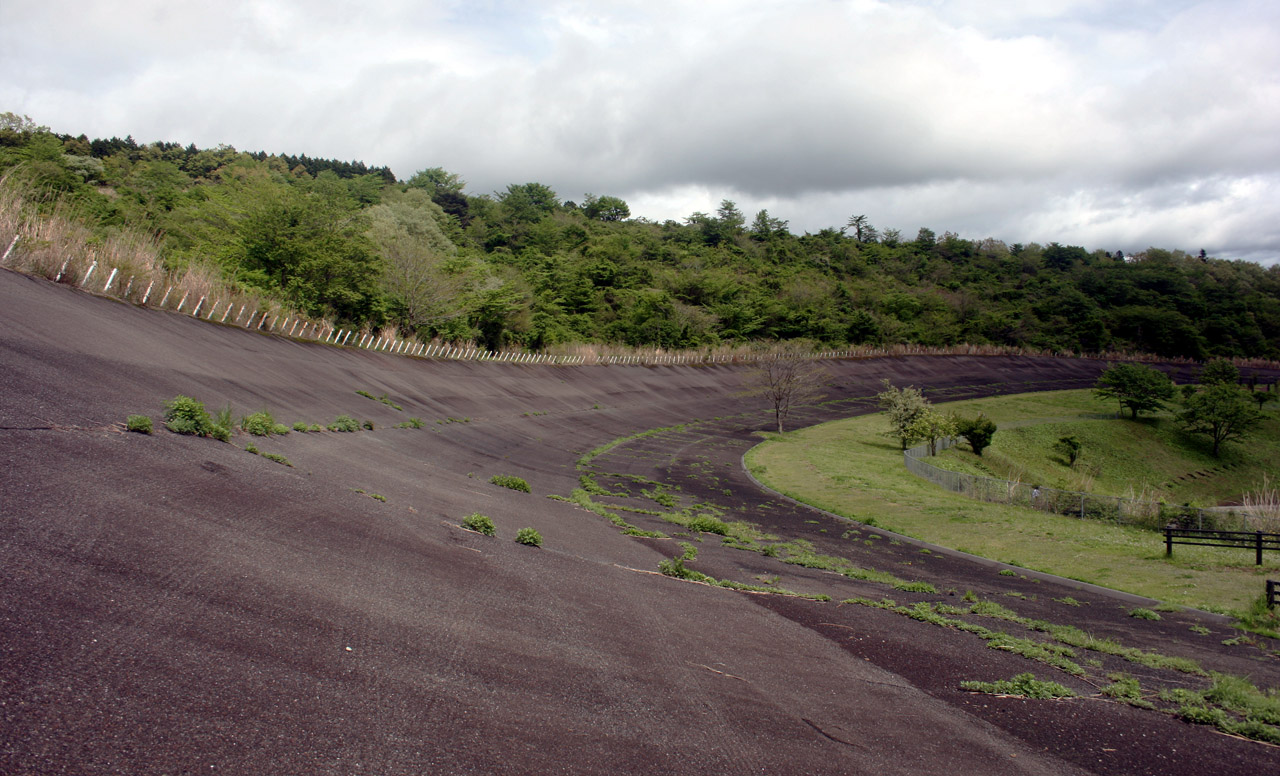
L'antic revolt peraltat de 30º, actualment abandonat

La Fuji Speedway Corporation es va fundar el 1963 com a Japan NASCAR Corporation. Inicialment, el circuit es projectà per a celebrar-hi curses com les de la NASCAR americana, de manera que la pista es va dissenyar com a una de superspeedway (tipus Indianapolis) amb revolts peraltats i una longitud de 4 km. La manca de fons per a completar el projecte va fer que només s'acabés un dels peralts. A l'octubre de 1965, Mitsubishi Estate va invertir en el circuit i va agafar-ne les regnes de la direcció.
Convertit en un circuit estàndard, l'equipament es va obrir el desembre de 1965 i va resultar ser perillós, sobretot per l'ampli revolt peraltat (anomenat "Daiichi"), que provocava regularment accidents importants. El pilot anglès Vic Elford en va parlar així:
El 1969 vaig estar dos mesos al Japó arran del meu contracte de prova amb Toyota per a provar el seu Toyota 7 (5 litres V8), que juntament amb un gran Nissan (6,3 litres V12), anava destinat a la CanAm. Les meves darreres proves i, després, el següent GP de cotxes esportius van ser a Fuji, però la pista es recorria en el sentit de les busques del rellotge. La raó per la qual el revolt peraltat era tan horrible era que al final de la recta es passava per un canvi de rasant cec a més de 320 km/h i tot seguit es queia al peralt. En altres pistes (Daytona, Montlhéry, etc.) es pujava pel peralt. Un dels resultats va ser que, tot i que hi havia molts conductors japonesos valents, no n'hi havia gaires de prou hàbils i el nombre de morts d'aquell revolt va ser horrible, fins al punt que els grans cotxes GP 7 van ser prohibits al Japó i, per tant, ni Nissan ni Toyota van arribar mai a la CanAm.
Després d'un accident mortal el 1974 al revolt de Daiichi, on els conductors Hiroshi Kazato i Seiichi Suzuki es van morir en un accident amb incendi posterior en què van resultar ferides sis persones més, es va construir un nou tram de pista per a solucionar el problema. El circuit va quedar en un total de 4,359 km de longitud després d'eliminar-se'n també uns altres cinc revolts ràpids i va tenir més èxit. El 1966, la pista va acollir una cursa fora de campionat de l'IndyCar de l'USAC que va guanyar Jackie Stewart. També s'hi va celebrar una cursa de 24 hores el 1967.
La primera cursa de Fórmula 1 al Japó es va celebrar al circuit al final de la temporada de 1976. S'hi va viure una batalla dramàtica pel títol de campió del món entre James Hunt i Niki Lauda i, sota la pluja, Hunt va guanyar prou punts per a obtenir el títol. Mario Andretti va guanyar la cursa i Lauda es va retirar a causa de les perilloses condicions. El 1977, Gilles Villeneuve es va veure involucrat en un accident en què es van morir dos espectadors al costat de la pista, fet que va provocar que la Fórmula 1 abandonés el circuit i el Gran Premi no es tornés a convocar fins a deu anys més tard, en què se celebrà al circuit de Suzuka. El 2007 va tornar a Fuji després que el circuit s'hagués renovat.

### 1980–2000: Curses nacionals

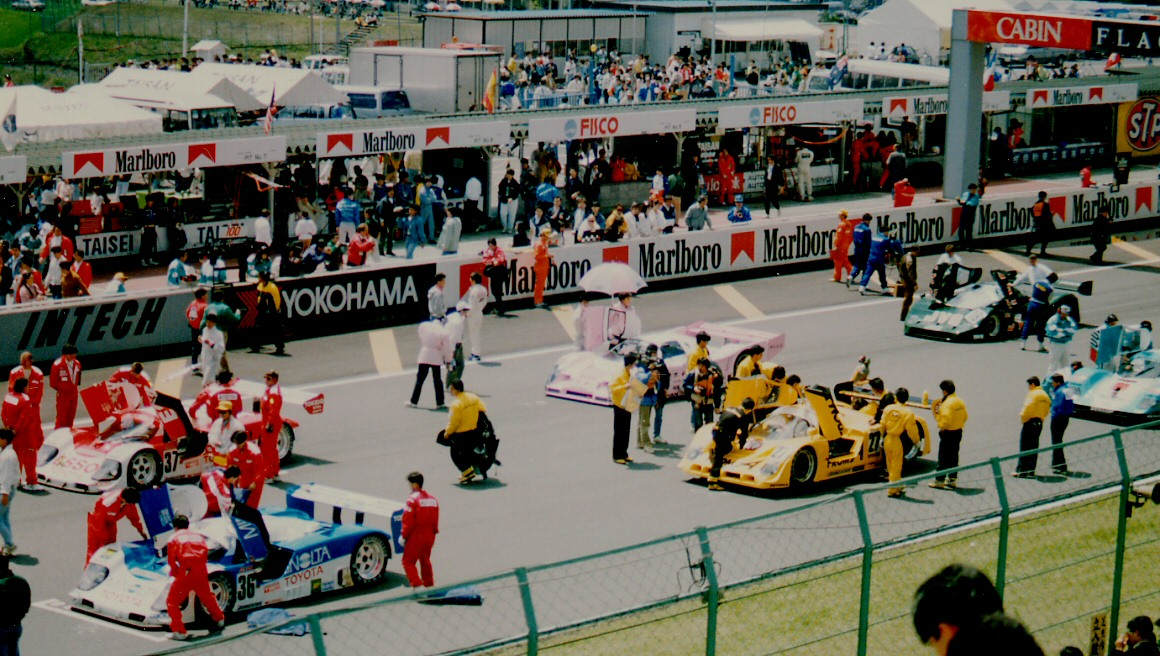
La graella de sortida dels 1000 km de Fuji de 1991

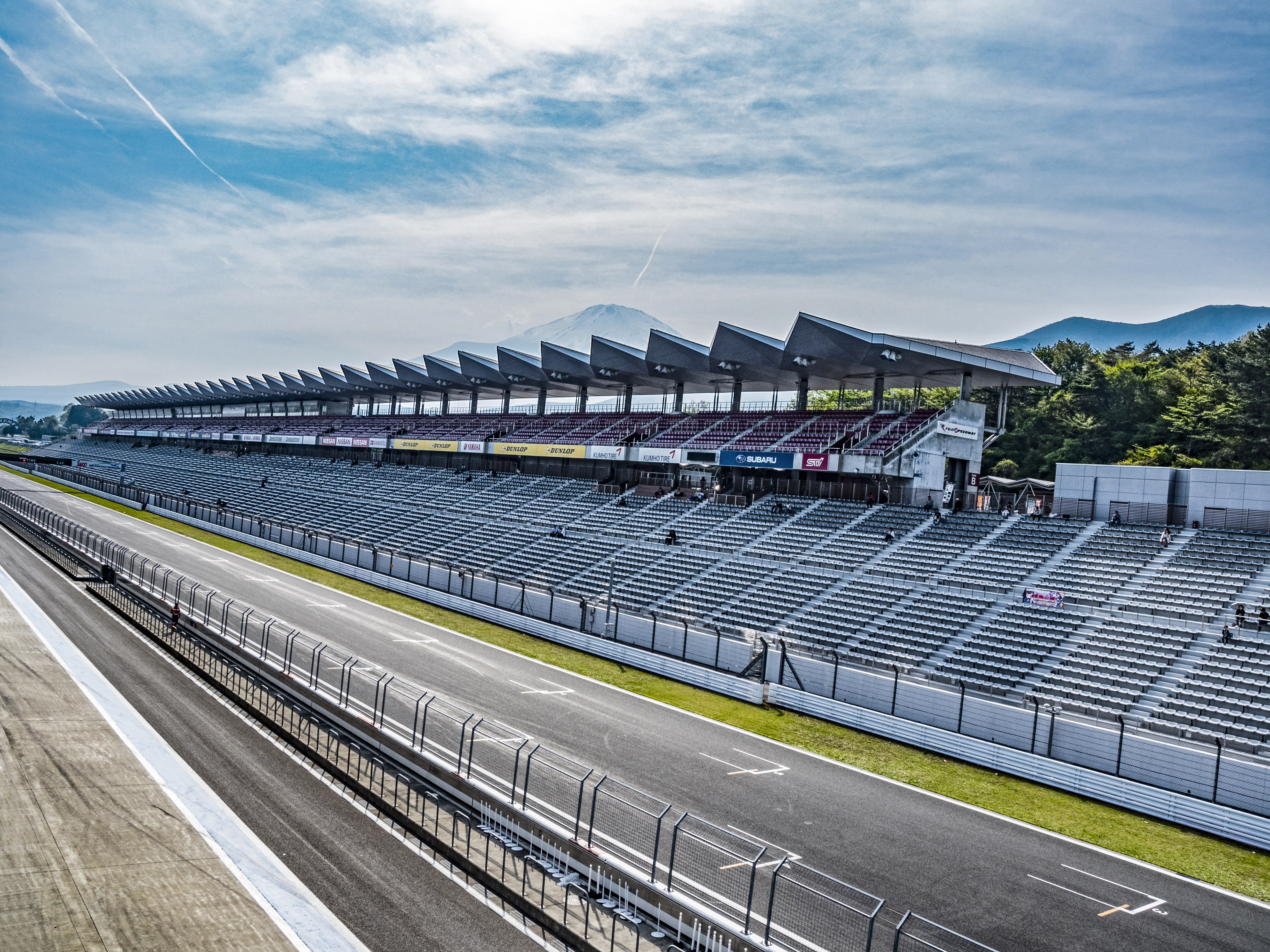
La llarga recta de Fuji el 2018

Fuji va continuar sent un popular recinte de curses de cotxes esportius; el Campionat Mundial de cotxes esportius de la FIA va celebrar-hi una ronda entre 1982 i 1988 i sovint es va fer servir per a curses nacionals. Les velocitats continuaven sent-hi molt altes i per aquesta raó es van afegir dues xicanes a la pista: una després del primer revolt de forquilla i l'altra a l'entrada de l'ample i ràpid revolt final (300R). Fins i tot amb aquests canvis, la característica principal de la pista va seguir sent la seva recta d'aproximadament 1,5 km, una de les més llargues de tots els esports de motor. La llarga recta de boxs també s'ha fet servir per a córrer-hi curses d'acceleració (dragsters). El 1989 s'hi van organitzar exhibicions de l'NHRA i el 1993, Shirley Muldowney hi va fer un temps de 5,30 segons a la franja d'1/4 de milla (402 metres). Les curses de dragsters locals són encara habituals al circuit, tant en la distància de 440 iardes (402,336 metres) com en la de 1.000 peus (304,800 metres).
Durant aquella època, el circuit es va continuar emprant per a curses nacionals japoneses. Hi va haver plans per a acollir una prova del CART el 1991, però van ser abandonats a causa de conflictes amb la FIA. El 3 de maig de 1998 hi va haver un accident múltiple durant una volta de desfilada abans d'una cursa del Super GT provocat per la frenada del cotxe de seguretat sota una pluja torrencial. El pilot de Ferrari Tetsuya Ota va patir greus cremades a tot el cos després d'haver estat atrapat al seu cotxe durant gairebé 90 segons i el pilot de Porsche Tomohiko Sunako es va fracturar la cama dreta.
No va ser fins a la tardor de l'any 2000 que Toyota va comprar-li a Mitsubishi Estate la majoria de les accions del circuit com a part dels seus plans de futur.

### Segle XXI: Renovació
El 2003, el circuit es va tancar per tal d'endegar una gran remodelació de la pista a partir d'un nou disseny de Hermann Tilke. El recinte es va reobrir el 10 d'abril del 2005 i va acollir el seu primer Gran Premi de Fórmula 1 en 29 anys el 30 de setembre de 2007. Tal com va passar al primer Gran Premi de Fuji, el 1976, la cursa es va córrer sota una pluja intensa i boira i les primeres 19 voltes es van córrer amb el cotxe de seguretat marcant-ne el ritme. El guanyador en va ser Lewis Hamilton.

#### Festivals

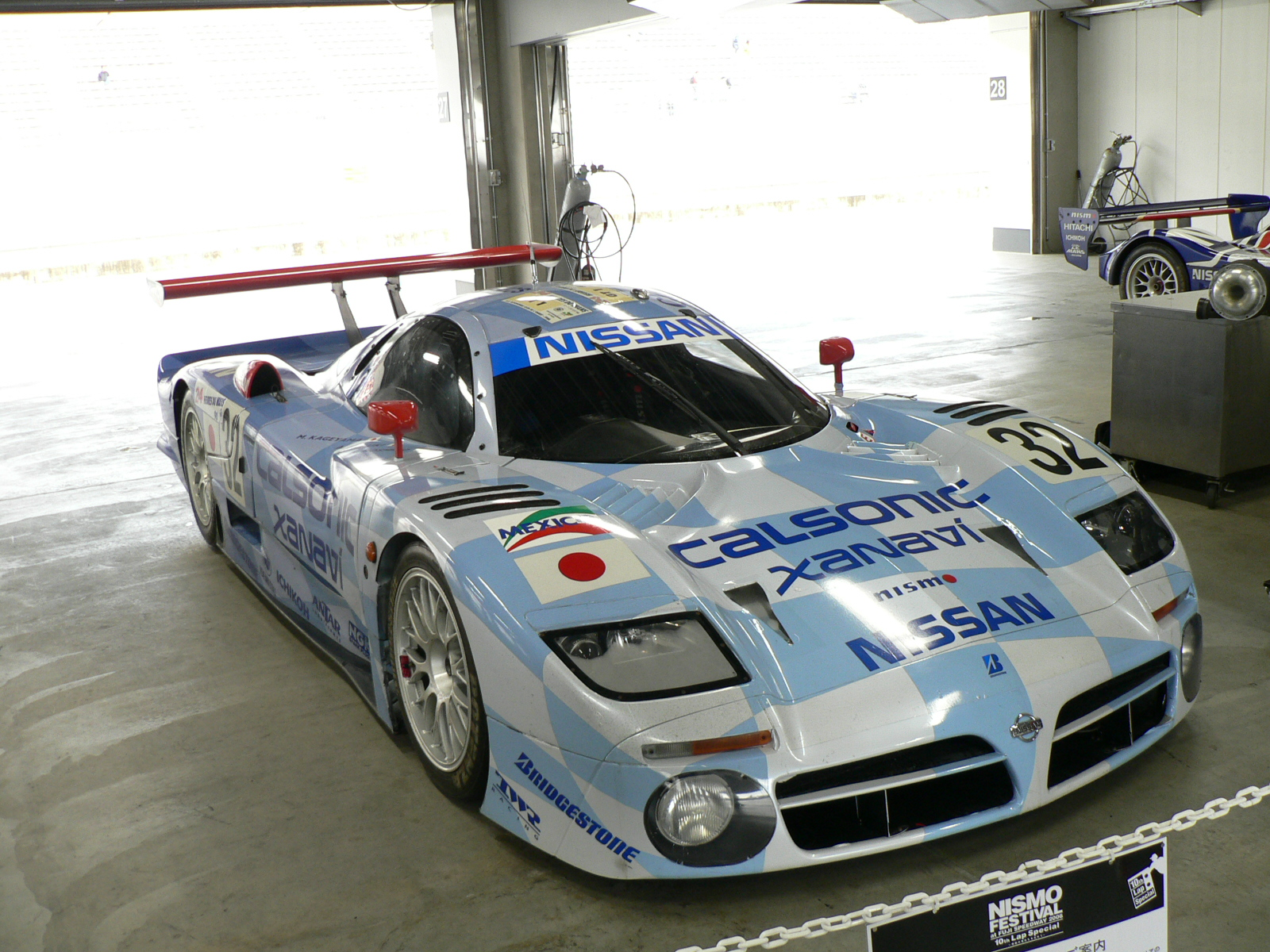
Un Nissan al Nismo Festival del 2007

Des de la reforma del 2003, el circuit de Fuji ha acollit el Nismo Festival, adreçat a pilots històrics de Nissan, un esdeveniment que tenia lloc anteriorment a Okayama. Quan el certamen va tornar el 2005, els organitzadors van permetre al propietari del circuit, Toyota, portar el seu Toyota 7 Can-Am per tal de tornar-hi a representar un antic duel del GP japonès.
Toyota també acull el seu propi esdeveniment històric, anomenat Toyota Motorsports Festival, una setmana abans del Nismo Festival. A prop del circuit hi ha un centre educatiu de seguretat Toyota i un minicircuit.
A més dels esports de motor, Fuji també acull l'Udo Music Festival.

#### Drift

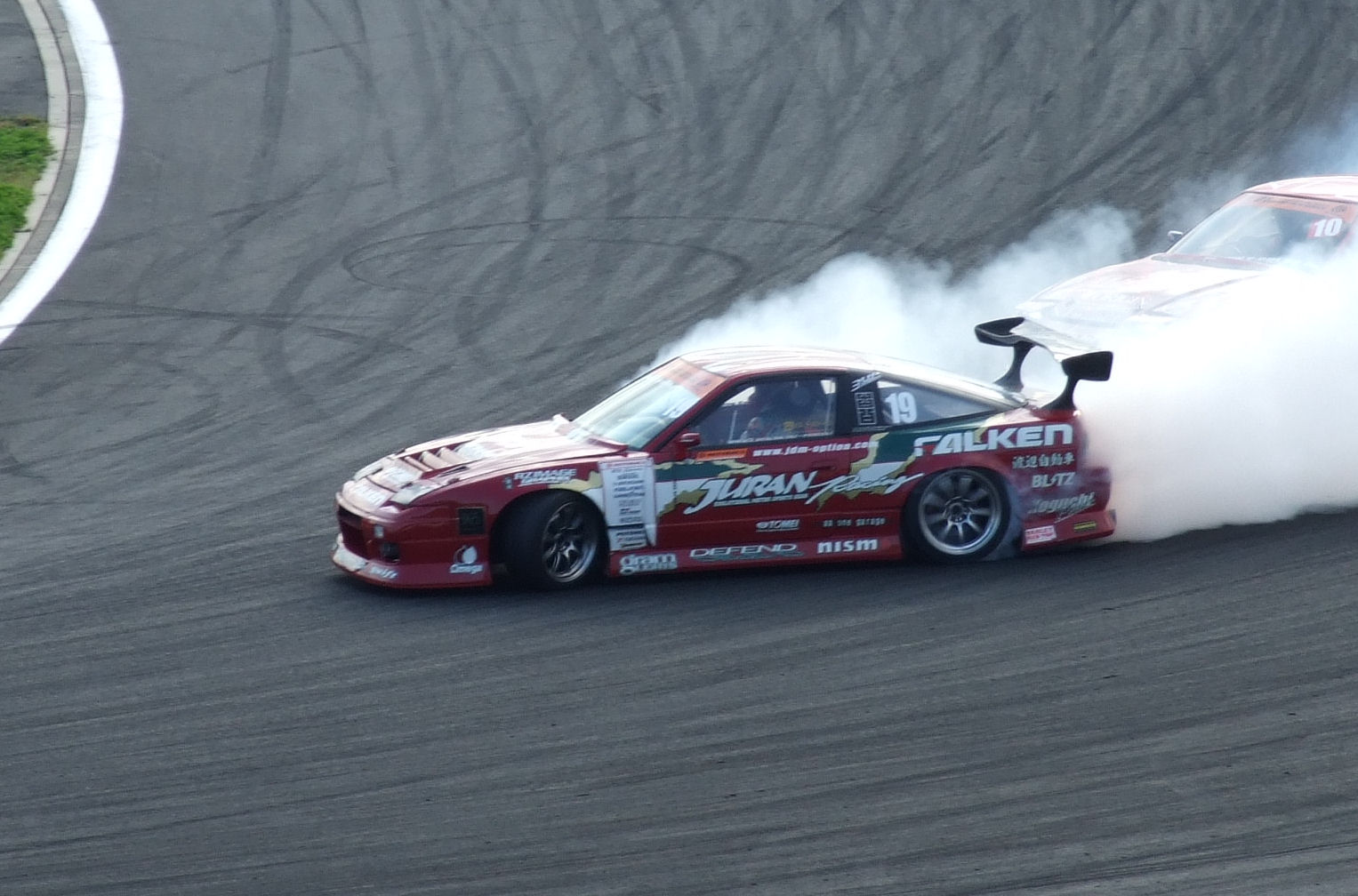
Yoshinori Koguchi al D1 Grand Prix de Fuji del 2007

Fuji disposa també d'una pista de drift que es va construir durant la fase de renovació sota la supervisió del Drift King Keiichi Tsuchiya i de l'antic pilot de fàbrica i director de l'equip Super GT Masanori Sekiya. L'únic esdeveniment en què es corre a Fuji en sentit contrari a les busques del rellotge és durant la ronda del D1 Grand Prix, ja que Keiichi Tsuchiya va considerar que el nou traçat forçava a reduir la velocitat d'entrada, fent-lo menys apte per a la derrapada.
Fuji ha allotjat les rondes de drift des del 2003; tret del tancament de 2004, l'esdeveniment es va convertir en el primer a tenir lloc en un circuit de curses de nivell internacional i el primer dels tres a tenir lloc en un circuit de Fórmula 1. El traçat de drift comença al tram 300R i acaba passat el Coca-Cola corner. A causa de la remodelació, com que els cotxes ja no circulen per la vora, les velocitats d'entrada s'han reduït, a banda que el ressalt a la sortida dificulta l'acceleració. Com a part de les renovacions de 2003, la major part de l'antic tram peraltat de la pista va ser enderrocat i actualment només en resta una petita part.

#### Gran Premi de F1

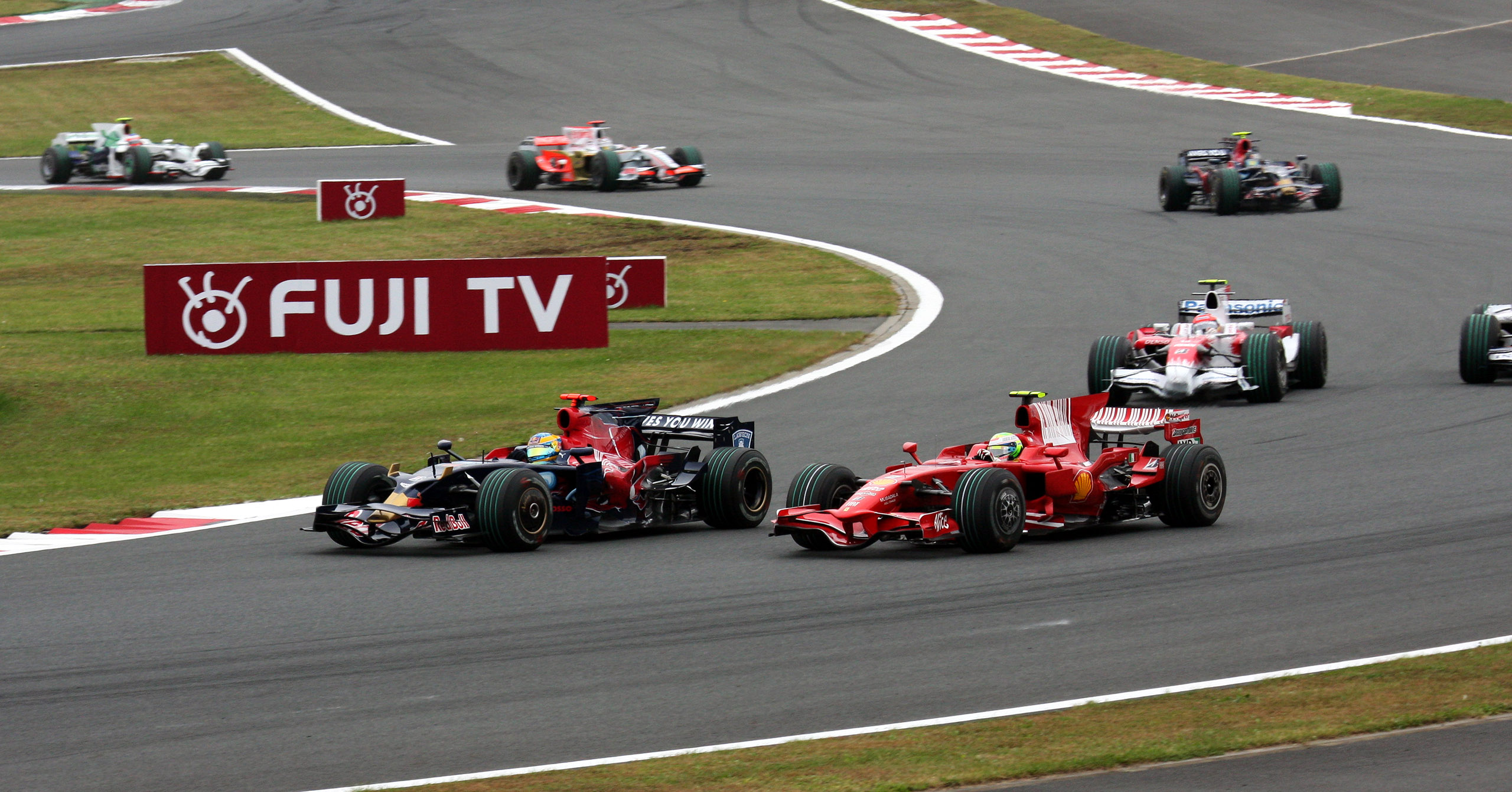
Un moment del GP del Japó del 2008 a Fuji

Durant el Gran Premi del Japó de 2007, el Fuji Speedway es va trobar amb molts problemes, entre ells la paràlisi de la xarxa de transport proporcionada pels autobusos llançadora, algunes instal·lacions deficients com ara seients reservats sense visibilitat, manca d'organització i àpats cars com ara simples capses de dinar a 10.000 iens (87 dòlars). Els diaris també van informar de problemes amb el biaix i el control de Toyota. Els organitzadors van prohibir als espectadors de portar banderes i pancartes per a donar suport a equips i pilots, tret que fossin per a l'equip Toyota F1. Per tant, hi havia molt poques banderes i pancartes a l'esdeveniment en comparació amb altres Grans Premis.
Durant el Gran Premi del 2008, els organitzadors van reaccionar a les lliçons apreses l'any anterior tot reduint el nombre total d'espectadors permesos. En comptes dels 140.000 del 2007, l'aforament es va limitar a 110.000. A més, es van millorar les passarel·les i les instal·lacions per als espectadors i es van habilitar pantalles més grans. Malgrat tot, la cursa també es va veure afectada pel temps plujós, que històricament ha interferit en diverses curses celebrades al circuit (el 2013 també va afectar una cursa de resistència de 6 hores puntuable per al Campionat del Món).
Vista la davallada de la venda d'entrades i el mal temps, la FOM va decidir que el Gran Premi del Japó s'alternaria entre Fuji i Suzuka a partir d'aleshores i el 2009 ja es va celebrar a Suzuka. A partir del 2010, Toyota va decidir d'interrompre l'organització del Gran Premi del Japó a causa de la recessió global i el seu propi dèficit operatiu.

### Jocs Olímpics del 2020
Durant els Jocs Olímpics d'Estiu de 2020, que a causa de la pandèmia de COVID-19 es van ajornar al 2021, el Fuji Speedway va ser la seu i l'arribada de diverses curses de ciclisme de carretera.

## Historial del traçat

Fuji Speedway (1965–1974)
Fuji Speedway (1974–1983)
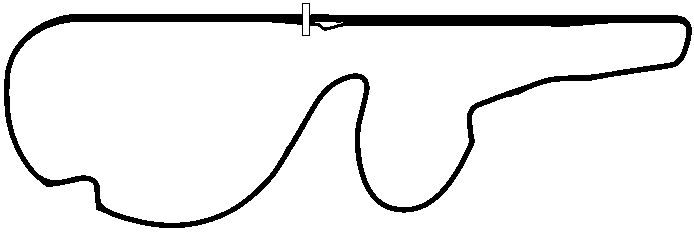
Fuji Speedway (1987–2004)
Fuji Speedway (2005–actualitat)
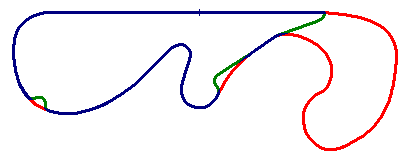
Evolució del traçat del Fuji Speedway de 1965 al 2004

## Guanyadors del GP del Japó de F1 a Fuji
| Any  | Pilot           | Equip              | Resultats |
| ---- | --------------- | ------------------ | --------- |
| 2008 | Fernando Alonso | Renault            | Resultats |
| 2007 | Lewis Hamilton  | McLaren - Mercedes | Resultats |
| 1977 | James Hunt      | McLaren - Ford     | Resultats |
| 1976 | Mario Andretti  | Lotus - Ford       | Resultats |